# String Driven Thing
String Driven Thing — шотландская фолк-рок-группа, первоначально образовавшаяся в 1967 году. Ядро группы составляли супруги Крис и Полин Адамсы и присоединившийся к группе в 1972 году скрипач Грэм Смит.

## История
Группа String Driven Thing была основана в Глазго в 1966 году как акустическое трио, исполнявшее фолк-рок. В группу вошли певец и гитарист Крис Адамс, его супруга Полин Адамс, и гитарист Джон Мэннион. После уплаты взносов они выпустили в 1970 году альбом «String Driven Thing» на независимом лейбле «Concord». Ныне этот релиз давно стал коллекционной редкостью.
Группа переехала в Лондон в 1972 году, где состав группы был усилен скрипачом с классическим образованием Грэмом Смитом и гитаристом Колином Уилсоном, который стал исполнять партии бас-гитары. Крис Адамс стал направлять группу в сторону электрического фолк-рока, который давал лучшее воплощение его таланту сочинителя песен, которые часто характеризовались жестокими и горькими наблюдениями, охватывающими суровые стороны жизни. Но вскоре Маньон покинул группу, сославшись на музыкальные разногласия.
Адамс затем добился контракта с лейблом Тони Страттона-Смита «Charisma», на котором группа записывает свой второй альбом, также названный «String Driven Thing», который спродюсировал Шел Талми в лондонской IBC Studios.
После 15 лет молчания Крис Адамс выпустил сольный альбом The Damage в 1991 году, а затем вновь собрал String Driven Thing для тура по Германии, Берлинский этап которого был выпущен на лэйбле Ozit как $uicide, Live in Berlin. Вариации этой группы гастролировали спорадически на протяжении 1990-х годов, но с 2001 года состав стабилизировался, с Энди Алланом на басу, Дик Дрейком на барабанах. Гитарные партии исполнял либо Джордж Такер либо  Робин Адамс, сан Криса. Полин Адамс и Грэм Смит иногда присоединялись к ним на концертах.

## Дискография
- String Driven Thing (1970)
- String Driven Thing (1972)
- The Machine That Cried (1973)
- Please Mind Your Head (1974)
- Keep Yer 'and On It (1975)
- Dischotomy: The Rarities 1971—1974 (1992)
- The Early Years 1968—1972 (1993)
- Suicide (Live in Berlin) (1995)
- Studio '72 Plus Live In Switzerland '73 And London '95 (1998)
- The Machine That Cried Band’s Official Version (2006)
- Moments of Truth (2007)
- Songs From Another Country (2009)
- Live on the Foxtrot tour 40th Anniversary (2012)